# Nai đen
Nai đen (Danh pháp khoa học: Cervus unicolor equinus) là một phân loài của loài nai (Rusa unicolor hay Cervus unicolor) phân bố ở vùng Đông Dương đến bán đảo Mã Lai. Đây là loài nai bản địa có ở Việt Nam, ở phía bắc, nó được người Thái, người Nùng gọi là tu quang, người Dao gọi là tào dài. Hiện nay ở Việt Nam, nai được coi là một loài động vật quý trong rừng nhiệt đới. Chúng bị săn bắn rất nhiều ở Việt Nam để lấy thịt nai, được coi là một loại thịt rừng khoái khẩu ở nước này.

## Phân bố
Nai cổ đại được tìm thấy tại các nước Nam Á và Đông Nam Á và Việt Nam. Ở Việt Nam, trước đây khi còn nhiều rừng ở quốc gia này có rất nhiều nai, đặc biệt là ở Tây Nguyên và Đông Nam Bộ nhất là ở vùng rừng ở Đồng Nai, tên gọi địa phương Đồng Nai được đặt tên do ngày trước nai phân bố rất nhiều ở vùng này. Nhưng do sự săn bắt bừa bãi số lượng nai giảm sút rất nhanh. Hiện tại số lượng nai còn lại không nhiều, tập trung chỉ ở một số tỉnh Tây Nguyên và số ít ở vùng Nghệ An, Hà Tĩnh, ở tỉnh Đắk Lắk, trong thời gian qua đàn nai tăng giảm thất thường, tốc độ tăng đàn chậm. 

## Đặc điểm

### Mô tả

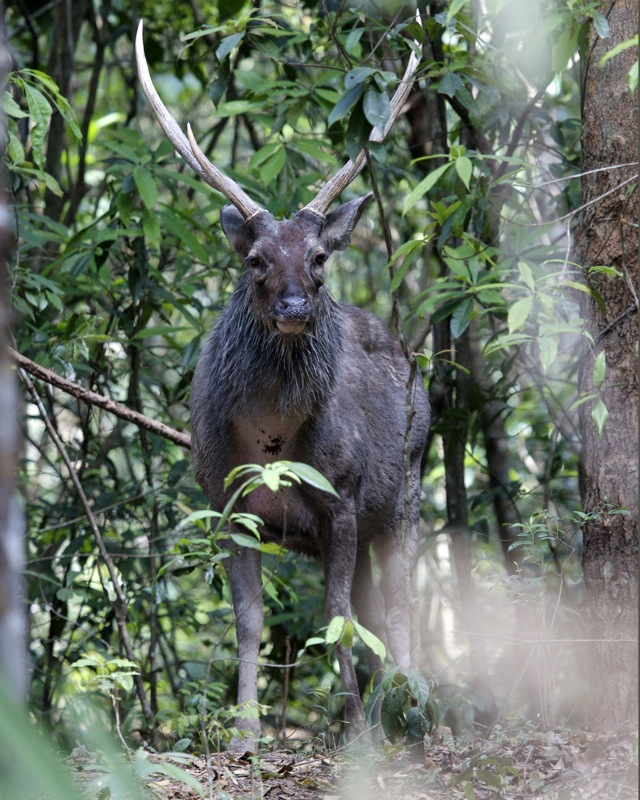
Một con nai đực đen tại Thái Lan (Khao Yai)

Nai đen có thân hình cao to vững chắc, chúng thuộc loài to lớn trong họ Hươu nai với khối lượng từ 80 đến 220 kg và chiều cao từ từ 100–140 cm. Nai có lông da màu nâu đen, có màu nâu nhạt hơn ở phần dưới cằm, phía trong chân, giữa hai mông và phần dưới đuôi. Bộ lông dày và sáng hơn vào mùa lạnh nhưng mùa nóng nhiều lông rụng và nhìn những con nai có màu tối hơn. Nai cái và nai con có màu sắc lông da nhạt hơn con đực.
Nai có hiện tượng thay lông hàng năm từ tháng 1 đến tháng 5 hàng năm. Trước khi thay lông, bộ lông cũ mùa đông bạc màu đi rõ rệt, trở nên xơ xác, sự thay lông còn diễn ra thành từng đám nham nhở, trông con vật rất xấu và gầy đi nhiều. Mắt to trong sáng, tuyến lệ rất phát triển. Khi trong đàn nai cái có con động dục thì nai đực có tuyến lệ chảy sệ xuống nhìn thấy rất rõ.
Khối lượng nai đực từ sơ sinh đến 12 tháng tuổi cao hơn nai cái. Giai đoạn từ sơ sinh đến 6 tháng tuổi tăng trọng của nai đực và nai cái nói chung nhanh hơn vì giai đoạn này nai con được hưởng nguồn chất dinh dưỡng từ sữa mẹ. Khối lượng nai sơ sinh trung bình đực cái là 5.84 kg. Giai đoạn 6-12 tháng tuổi khối lượng nai tăng chậm hơn. Trong điều kiện nuôi nhốt, khối lượng sơ sinh trung bình của nai đạt 5,84 kg, khối lượng 6 tháng tuổi 30 kg, khối lượng 12 tháng tuổi 41,25 kg. 

### Tập tính
Nai đen rất nhút nhát và hiền lành, thính giác, khứu giác của chúng phát triển tốt, đặc biệt chúng hay nhát sợ người, chúng khó tiếp cận, thân trọng khi nhìn thấy người từ xa đã tìm cách lẩn tránh mặc dù có thể được con người chăm sóc, nuôi dưỡng từ lâu. Nai đen có thính giác và khứu giác phát triển nhằm giúp chúng tránh được nguy hiểm nếu bị kẻ thù xâm hại. Nai thường sống theo nhóm, tập tính bầy đàn của chúng cao, khi nằm nghỉ hay nhai lại chúng thường tụ tập theo loài riêng rẽ, chúng thích sống theo bầy đàn nhỏ vào khoảng ba con thông thường là một gia đình. Nai đực không đóng vai trò trong việc nuôi con chung, chúng chỉ giao phối với nhóm nai cái trong thời gian động dục. Mùa động dục nai đực thường ăn ít, tính tình dữ tợn có khi gây nguy hiểm cho con người.
Môi trường sống thích hợp trong tự nhiên của nai là trảng cỏ, rừng thưa có nhiều cây, cỏ non. Ban ngày nai thường tìm nơi nên tĩnh, kín đáo và an toàn để ngủ, nghỉ, ban đêm tìm kiếm thức ăn và những hoạt động khác. Đối với con người thì nai được nuôi bán chăn thả tự nhiên, là hình thức nuôi vừa có chuồng nuôi vừa có đồng cỏ chăn thả. Hình thức này môi trường sinh thái của con vật được mở rộng hơn, phù hợp mọi hoạt động sống hoang giả của nó, phù hợp với điều kiện chăm sóc nuôi dưỡng nên nai thuần hơn, đỡ nhút nhát hơn, thân thiện với chủ nuôi thuận lợi cho việc khai thác triệt để biệtdược quý hiếm của nai đó là nhung nai. Trong điều kiện nuôi nhốt, các hoạt động của nai như ăn, ngủ, nghỉ tiến hành cả ngày lẫn đêm xen kẽ.
Nai chủ yếu hoạt động vào ban đêm. Nai thường ăn vào lúc khoảng 9, 15, 17 giờ vào buổi sáng, thời gian ăn đêm nhiều hơn ban ngày. Nhưng những ngày nóng nai ăn nhiều vào ban đêm, nếu đêm trời có trăng sáng nai tìm ăn muộn hơn so với đêm trời tối. Trời nóng hoặc quá lạnh thì nai ăn giảm. Trong tự nhiên, nai ăn tạp, sức đề kháng cao, ít mắc bệnh. Trong điều kiện nuôi nhốt, nai mắc các bệnh chủ yếu là do chế độ chăm sóc, quản lý, vệ sinh phòng bệnh chưa tốt. Nếu bảo đảm cho nai ăn uống đầy đủ, thức ăn đủ chất lượng, nước uống sạch sẽ, chuồng trại khô ráo, thoáng khí thì đàn nai sẽ khoẻ mạnh, phát triển tốt, hạn chế được sự phát sinh bệnh tật. 

### Chế độ ăn
Thức ăn của nai chủ yếu là cỏ, lá non, cành cây và các loại củ quả, khi chăn nuôi nó có thể ăn các phế phụ phẩm nông nghiệp như bã bia chẳng hạn. Các loại cây nai thích ăn là lá sung, lá mít, lá vả. Nai ăn tạp nhưng thức ăn chúng phải sạch, thức ăn nai gồm các loại cỏ xanh tươi trồng hoặc tự nhiên như lá sung, lá mít, lá bưởi, lá xoan, các mầm cây ngọt, rau củ quả, thức ăn hỗn hợp tinh, thức ăn đạm, thức ăn có vị đắng chát nai đều thích ăn. Trong điều kiện chăn nuôi, nai ăn 15–20 kg thức ăn thô xanh/ngày, 1–2 kg thức ăn hỗn hợp tinh có thể là cám gạo, ngô đều được và 1–2 kg quả chuối chín, sung,... chúng được cho ăn 2 bữa/ngày, đầu mỗi chuồng nuôi treo 1 tảng khoáng liếm cho nai liếm tự do. Ngoai ra cần bổ sung thêm thức ăn tinh, trứng cho nai đực thời kỳ lấy nhung.

### Bệnh tật

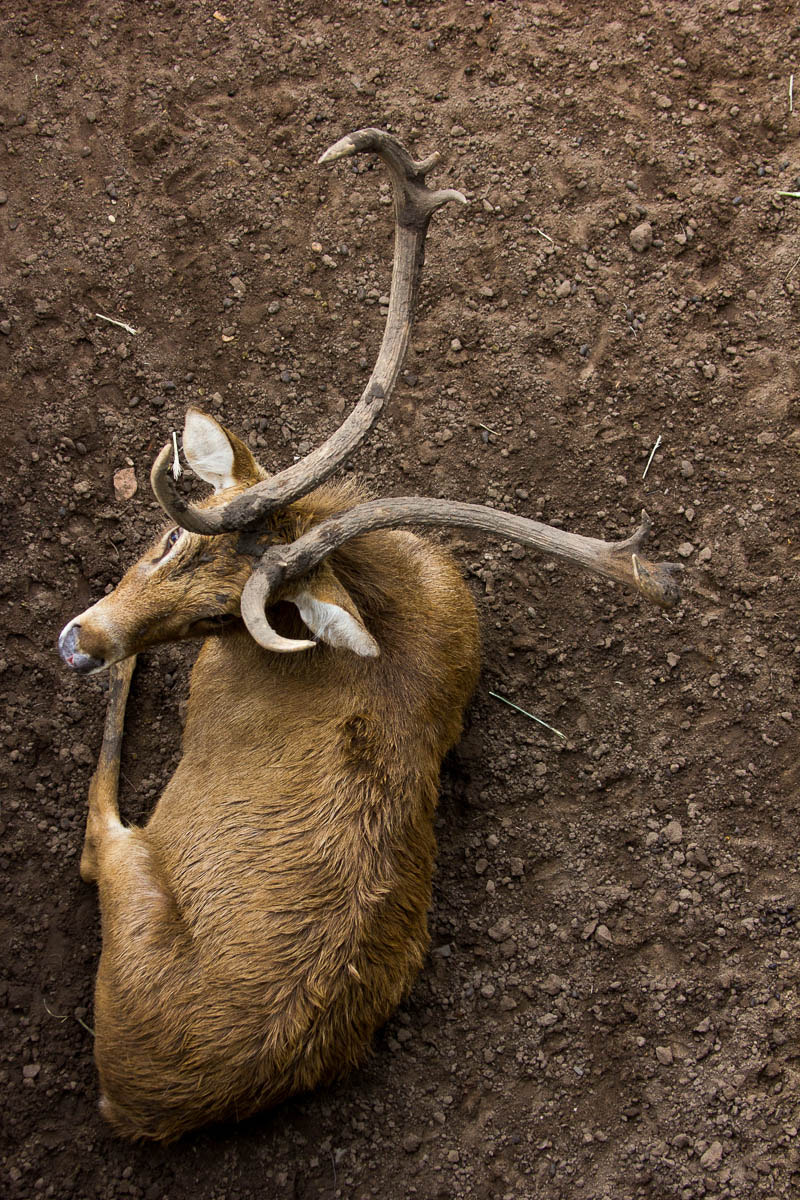
Nai đen đực tại Thảo Cầm viên Sài Gòn

Trong tự nhiên nai là loài có sức chống chịu cao và ít bệnh tật, trong điều kiện nuôi nhốt chúng sẽ có thể gặp phải một số bệnh tật như bệnh chướng bụng, đầy hơi, bệnh ỉa chảy, bệnh cảm nóng và say nắng và ngoài ra nai còn có thể mặc bệnh lở loét, đau mắt, lở móng. Thời tiết thay đổi đột ngột, nhất là những khi trời có giông bão cũng là nguyên nhân làm cho bệnh dễ phát nai bỏ ăn, không nhai lại, đi lại chậm chạp, lờ đờ, nặng thì đi loạng choạng, mắt đỏ ngầu.
Nai dễ bị mắc bệnh cảm nóng và say nắng vào mùa hè từ tháng 4 đến tháng 8 ở Việt Nam do ở ngoài nắng gắt quá lâu, thiếu nước uống. Nai đột nhiên trông lờ đờ chậm chạp, thường hay nằm, không nhai lại, mạch nhanh, thở gấp, mắt đỏ ngầu, có khi mồ hôi toát ra đầm đìa. Không can thịêp kịp thời nai có thể bị chết. Vào mùa hè không cho nai ở ngoài trời nắng gắt quá lâu. Trong sân vườn nên có nhiều cây bóng mát, đặt nhiều chậu đựng nước có pha muối cho nai uống.
Bệnh chướng bụng đầy hơi do nai ăn phải thức ăn kém phẩm chất, như lá cỏ bị thối, mốc, hoặc lá cỏ tươi còn ướt nước hoặc đẫm sương, chúng cũng bị bệnh do nai ăn nhanh quá hay no quá, nhất là ăn no xong lại vận động ngay. Cũng có thể do thay đổi thức ăn đột ngột, từ thức ăn tươi chuyển sang thức ăn khô, hoặc cho ăn no đói thất thường. Do do thức ăn trong dạ cỏ lên men nhanh, sinh ra nhiều hơi, làm bụng phình chướng lên về phía bên trái (phồng cao hơn cả mõm xương hông).
Nếu lấy ngón tay gõ vào vùng bụng này sẽ nghe như tiếng trống. Trực tràng đầy phân, dạ cỏ mất phản xạ co bóp, ngày càng chướng to ép lên cơ hoành, gây rối loạn tuần hoàn. Con vật thở rất khó khăn 2 lỗ mũi nở to, mạch nhanh, cổ cứng đờ. Bệnh nặng hơn nữa thì nai sùi bọt mép, ra mồ hôi đầm đìa, mạch yếu dần, rồi chết vì ngạt thở. Do đó trong chăn nuôi không cho nai ăn những thức ăn kém phẩm chất, không cho ăn quá no và sau khi ăn cần tránh cho vận động quá mức. Không cho ăn lá, cỏ ướt nhiều thành phần và khối lượng thức ăn cần thay đổi dần dần tránh đột ngột.
Đối với bệnh ỉa chảy thì triệu chứng có thể thấy là nai đi phân lỏng do thức ăn kém phẩm chất hoặc do ăn nhiều thức ăn ướt có nhiều nước như củ khoai lang, dây lạc, thức ăn ủ xanh hay đường tiêu hoá bị viêm hoặc giun sán quá nhiều. Thời tiết thay đổi đột ngột, ăn ở bẩn và chật cũng là một trong những nguyên nhân gây ra bệnh này. Nai kém ăn, hơi sốt, mũi khô, lông xơ xác.
Thời gian đầu thường táo bón, sau ỉa lỏng nhiều lần, làm dính bẩn từ khấu đuôi đến khoeo chân. Phân có màu xanh vàng, sau xanh đen xám, mùi thối khắm, nhiều khi có lẫn những màng nhầy. Nai bị bệnh gầy đi rất nhanh do mất nhiều nước, kiệt sức dần rồi chết. Ban đầu để nai nhịn ăn hẳn trong 1-2 ngày và cho uống nhiều nước sắc đặc những thứ lá chát như búp ổi, lá sim, hồng xiêm để tống hết những thức ăn còn trong dạ dày và cho ăn cháo gạo hay cháo cám có bỏ muối mấy ngày sau khi khỏi đồng thời.

### Sinh trưởng
Tuổi thành thục về tính của nai là tuổi con vật bắt đầu có phản xạ sinh dục và có khả năng sinh sản. Con cái tuổi động dục lần đầu, con đực có phản xạ giao phối. Tuổi thành thục về tính phụ thuộc vào giống, đặc điểm di truyền của bố mẹ và điều kiện chăm sóc, nuôi dưỡng. Nai mỗi năm đẻ 1 lứa, mỗi lứa đẻ một con ít có trường hợp nào đẻ hai con. Nai là động vật đơn thai. Mùa động dục của nai thay đổi theo vùng địa lý, khí hậu và điều kiện chăm sóc nuôi dưỡng.

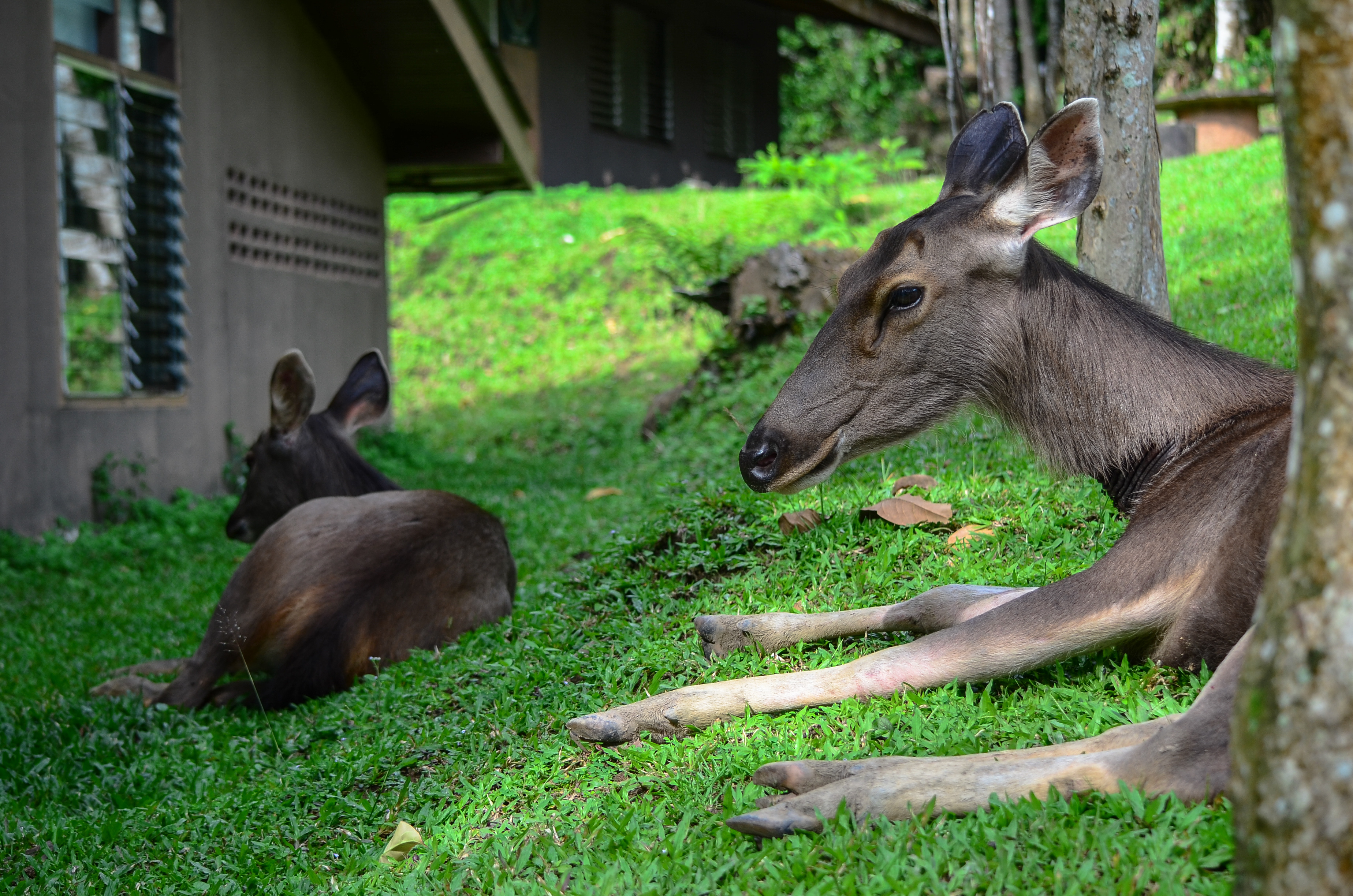
Con cái

Nai động dục theo 2 mùa, mùa động dục thứ nhất từ tháng 2 đến tháng 5 nai thời gian này là mùa động dục chính của nai, mùa động dục thứ 2 từ tháng 7đ ến tháng 9. Nhưng ở Tây nguyên ghi nhận mùa động dục của nai lại là tháng 1đến tháng 3 và từ tháng 7 đến tháng 9. Nai có 2 mùa sinh sản rõ rệt. Mùa sinh sản thứ nhất là mùa chính từ tháng 1 đến tháng 2 năm sau. Mùa sinh sản thứ 2 là mùa từ tháng 4 đến tháng 6. Trong điều kiện nuôi nhốt, thì khả năng sinh sản của nai tốt hơn, tuổi thành thục về tính con đực là 35,6 tháng, con cái từ 33,1 tháng, tuổi đẻ lứa đầu con cái 42 tháng thời gian mang thai 255,6 ngày, mùa động dục 2 mùa rõ rệt là mùa từ tháng 2 đến tháng 5 và từ 7 đến tháng 9, chu kỳ động dục 27 ngày.
Trong chăn nuôi, một nai đực có thể phối giống cho 6-8 nai cái. Nếu phối giống nhiều hơn thì không nên cắt nhung, nai đực phải nuôi riêng nhất là mùa động dục và có chế độ bồi dưỡng thức ăn tinh giàu đạm, khoáng, sinh tố, những này phối giống bổ sung thêm 0,5-0,7 kg thức ăn hỗn hợp tinh, 1 đến 2 quả trứng, 1 đến 2 kg trái cây và tảng liếm khoáng treo ở đầu chuồng cho nai liếm tự do. Nai cái mang thai 9 tháng 10 ngày, nai con 2-3 tuần tuổi có thể tập cho ăn cỏ lá tươi, khi nai được 5-6 tháng tuổi thì cai sữa.

## Với con người

### Chăn nuôi

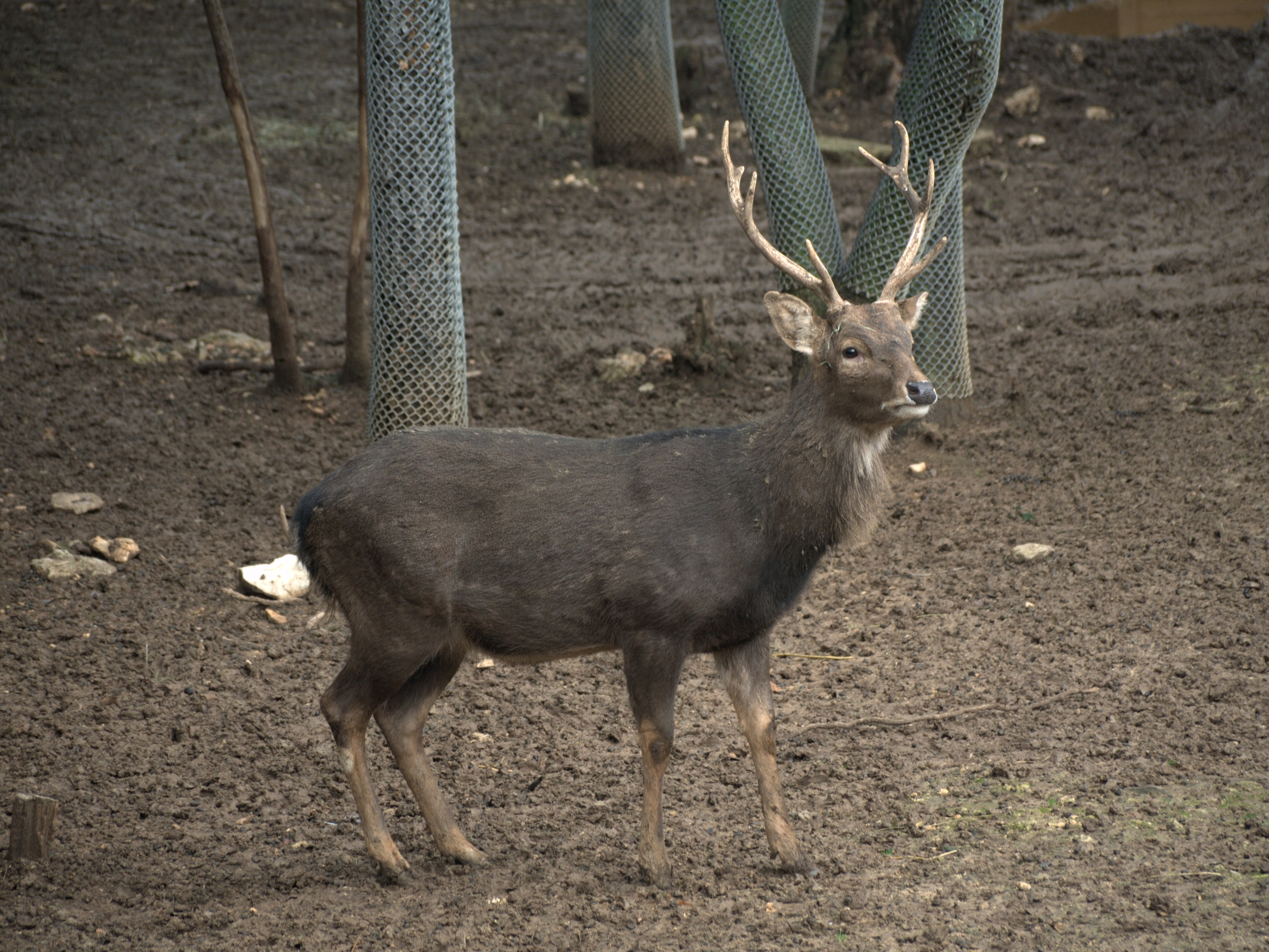
Một con nai đen đực ở vườn thú tại Việt Nam

Nghề nuôi hươu nai tại Việt Nam đã có từ lâu, tuy sự phát triển chưa thật rộng và nhiều như nghề nuôi hươu. Nai là động vật hoang dã quý hiếm được nuôi thuần dưỡng, những tập tính ăn nghỉ phần nào đã thay đổi. Nai ăn tạp, sức đề kháng cao, ít mắc bệnh. Khi chăn nuôi, nai mắc các bệnh chủ yếu là do chế độ chăm sóc, quản lý chưa tốt, vệ sinh phòng bệnh kém. Nếu bảo đảm cho nai ăn uống đầy đủ, thức ăn đủ chất lượng, nước uống sạch sẽ, chuồng trại khô ráo, thoáng khí… thì đàn nai sẽ khoẻ mạnh, phát triển tốt, hạn chế được sự phát sinh bệnh tật. Nuôi nai là một ngành nghề giúp nhiều hộ thoát nghèo, tăng thu nhập.
Nai đực lấy nhung, chăm sóc nuôi dưỡng nai thời kỳ mọc nhung là quan trọng nhất trong chăn nuôi nai vì nhung nai sản sản phẩm thiết yếu nhất của nai, nai ra nhung (sừng non) thường nhú ra từ tháng 6 đến 9, muốn có cặp nhung tốt thì phải bồi dưỡng cho nai nhất là 1-2 tháng trước khi ra nhung, ngoài khẩu phần ăn bình thường hàng ngày cần bổ sung thêm thêm 0,5 đến 0,7 kg thức ăn hỗn hợp tinh, 1 đến 2 kg trái cây, tảng liếm khoáng treo ở đầu chuồng cho nai liêm tự do và 5 đến 7 ngày và cho ăn bổ sung từ 1 đến 2 quả trứng.
Khi nhung nai mới nhú tránh rượt đuổi nai làm nai trượt ngã gãy nhung. Cắt nhung xong phải cầm máu, sát trung và băng kín chỗ cắt tránh ruỗi nhặng đậu vào gây nhiễm trùng, đồng thời nấu cháo gạo bối dưỡng cho nai chóng hồi phục. Thường lấy nhung nai 1 lần 1 cặp/năm cũng có khi 2 lần 2 cặp/năm. Nếu chăm sóc nuôi dưỡng đúng quy trình kỹ thuật cắt nhung sau 50-60 ngày kể từ khi mọc nhung thì mỗi năm 1 nai đực có thể cho 1 cặp nhung 0,9-1,0 kg/năm, cá biệt có con cho 1,5-1,6 kg/năm. Nếu khai thác non thì mỗi năm cho 2 cặp nhung 0.4-0.5 kg, cá biệt có con cho 2 cặp nhung, mỗi cặp 0.7-0.8 kg. Trong điều kiện nuôi nhốt một dời nai có thể kéo dài 15 năm và cho 15-17 cặp nhung.
Trong thời gian nai mang thai nên nhốt riêng mỗi con một ô chuồng để tiện quản lý và chăm sóc. Giai đoạn mang thai thời kỳ đầu từ tháng thứ nhất đến tháng thứ 5 cho nai ăn thức ăn bình thường. Giai đoạn mang thai thời kỳ 2 từ tháng thứ 6 đến lúc đẻ bổ sung thêm 0,5-0,7 kg thức ăn hỗn hợp tinh, cho ăn 2–3 kg trái cây, tảng liếm khoáng treo ở đầu chuồng cho nai liếm tự do. Thức ăn xanh cần cho ăn đa dạng hơn và cháo, cám, đu đủ, ngô. Khi nai con được 3 tháng tuổi đã biết tập ăn cỏ lá thì khẩu phần thức ăn của mẹ trở lại bình thường.
Trong trường hợp nai cái lâu ngày không chửa đẻ ta phải tiêm hormol kích thích sinh dục. Nếu nai đẻ lứa đầu không biết cho con bú ta phải giữ bắt con mẹ cho con bú. Nai con mới đẻ ra cho bú sữa đầu càng sớm càng tốt, chậm nhất 3-4 giờ sau khi đẻ. Nếu nai mẹ thiếu sữa thức ăn tập ăn kém chất lượng làm cho nai rối loạn tiêu hóa dẫn đến tiêu chảy, hàng ngày cho nai vận động và tiếp xúc với con người tạo điều kiện cho nó thân thiết với con người.

### Trong văn hóa
Nai đen hay còn được gọi tên phổ biến là nai là biểu tượng cho sự nhút nhát, thơ ngây, nó cũng biểu hiện cho phúc lộc và còn là đối tượng bị săn đuổi, người miền núi thì có thành ngữ Nghịch như hươu như nai và hay ví về người hư hỏng vì hươu nai là loài thú rừng hay phá hoại mùa màng, giẫm nát lúa ngô. Nhiều địa danh ở Việt Nam được đặt theo tên con nai như: phường Hố Nai, Nhà Nai, Hang Nai, sông Đồng Nai, Đồng Nai... Trong văn học có tác phẩm Con nai đen của nhà văn Nguyễn Đình Thi đã nhanh chóng được công chúng yêu mến văn nghệ thời ấy đón nhận.